# TAKAKO (ビューティークリエイター)
TAKAKO（タカコ）は、ファミリーTAKAKO代表。。吉本興業所属。

## 来歴
愛知県名古屋市出身。1987年に高校卒業後、ロンドンでヘアメイクを学び、1989年からNY、ロンド、ハリウッド世界のセレブリティやファッション紙.NYコレクションヘアメイクをてがける
愛されメイクの第一人者としてビューティー雑誌で活躍
数々の有名アーティストや女優ヘアメイクを手がける
歴代総理大臣の専属ヘアメイク担当
近年は龍神アーティスト画家として2024年夏
NYにて個展アートパフォーマンス開催
伊勢国一宮　椿大神社公認龍神アーティスト

## 出演

### TV
- B.C.ビューティー・コロシアム(フジ系)
- ソロモン王宮

### CM
- AEON英会話教室
- Ｍarie Claire
- 日産プレジデント
- MAX FACTOR
- ライオンのペアA錠
- 美・皇潤

## 著書
- 「TAKAKO'S LOVE&SWEET MAKE UP」(ワニプックス)
- 土屋アンナとのコラボ写真集「FREUR」(ワニプックス)
- TAKAKOメイク完全版「TAKAKO'Sラブ・メイク～恋に効く7つの顔」(講談社)
- TAKAKO自伝「TAKAKO」(幻冬者)
- 「TAKAKO'Sビューテーセラピー」(主婦と生活社)
- 幸運を引き寄せる美人手帖 (阪急コミュニケーションズ)
- 本当のあなたに出会える「天使の言葉」(ワニプックス) - 書籍内で使用されている写頁は、全てTAKAKOが撮影。
- もっと美しくなる!「TAKAKO流美メイクレッスン(DVD付)」(日本文芸社)
- 「カーリー風水マジックメイク」(ランダムハウス講談社)
- 最強の「愛され力」を手に入れる法則(講談社)
- 毎日が笑顔になる「心メイク」(実業之日本社)
- 「おうちでおしゃれジェルネイルキット」(角川マガジンズ)
- 「顔力をUPする40代からの大人ガーリーメク」(Discover 21)
- 「もう常識にはとらわれない! 50歳からのいい女」(かざひの文庫)